# Данилов, Виталий Иванович (инженер)
Вита́лий Ива́нович Дани́лов (5 июня 1933, Мариец, Мари-Турекский район, Марийская автономная область, Горьковский край, РСФСР, СССР — 13 июня 2002, Чебоксары, Россия) — советский и российский деятель промышленности, инженер-конструктор. Главный инженер, начальник специального конструкторского бюро Чебоксарского химического завода (1974—1983, 1987—2002), доктор технических наук (1998). Директор Краснозаводского химического завода Московской области (1983—1987). Заслуженный изобретатель РСФСР (1976). Лауреат Государственной премии СССР (1975).

## Биография
Родился 5 июня 1933 года в п. Мариец ныне Мари-Турекского района Марий Эл в семье потомственного механика стеклозавода.
По окончании Казанского химико-технологического института в 1956 году направлен на Чебоксарский химический завод Чувашской АССР: мастер, начальник мастерской, в 1974—1983 годах — главный инженер, в 1987—2002 годах — начальник специального конструкторского бюро.
В 1983—1987 годах был директором Краснозаводского химического завода Московской области. Известен как разработчик технологии промышленного изготовления натурных изделий различного назначения и специальной техники. Автор более 40 научных трудов и 28 изобретений. В 1998 году присвоена учёная степень доктора технических наук.
В 1975 году ему присуждена Государственная премия СССР. В 1976 году присвоено почётное звание «Заслуженный изобретатель РСФСР». Награждён орденами Трудового Красного Знамени, «Знак Почёта» и медалями.

## Звания и награды
- Заслуженный изобретатель РСФСР (1976)[2]
- Заслуженный работник промышленности Чувашской АССР (1979)[2]
- Государственная премия СССР (1975)[2]
- Орден Трудового Красного Знамени (1986)[2]
- Орден «Знак Почёта» (1978)[2]